# 孫紹陶
孫紹陶（1879年—1949年9月），諱亮祖，字紹陶，廣陵琴派第九代宗師。

## 生平
孫紹陶祖籍安徽歙县，但到了孫紹陶這一輩時，孫家已數代定居於揚州張回巷。孫紹陶於光緒五年（1879年）出生於揚州，父親孫檀生即是第八代廣陵琴派琴人，兄弟姐妹共有七人。 孫紹陶自由聰慧，據說在十歲時便略通琴棋書畫，後來師從秦維瀚弟子解石琴、丁玉田等人繼續習琴。
後來他進入如皋师范学校和政法研习所學習，但畢業之後由於時勢，不願應聘於政府，便以私塾教師為業，主授古文、兼授古琴。張甘亭、梁典成等當時的揚州知名人士都曾聘請他當私塾教師，在抗日戰爭爆發之前，孫紹陶也主要在張家（今东关街大草巷30号）執教。其弟子劉少椿亦延請孫紹陶為子女授課，劉少椿則趁課餘或晚上向孫紹陶習琴。孫紹陶在藝文界交友廣泛，與琴人胡滋甫、畫家吴笠仙以及古箏演奏家史蔭美等人經常聚會。
1912年，孫紹陶偕王芳谷、王藝之、夏友柏、胡滋甫和施蕊卿等人一起在史公祠創立了廣陵琴社，此後一直主持琴社達廿餘年，史蔭美、張子謙、劉少椿、翟曉波、胡斗東、胥桐華、劉景韶等都曾是琴社成員，琴社經常在劉少椿家和胡斗東家雅集。其中1936年秋天在史公祠內梅花嶺的雅集還來了查阜西、彭祉卿等人，特別盛大。琴社的活動隨著抗戰爆發停止。
1932年54岁上得子孙金绶。抗戰期間日軍於1938年佔領揚州，其家被日軍所佔，所藏名琴書畫大多為其所抄。
1941年中風，之後臥床九年不起，因此未能將琴藝傳給兒子。最終在1949年9月逝世，沒有留下任何著述或錄音。

## 音樂
平生彈奏數十首廣陵派琴曲，以〈樵歌〉、〈漁歌〉、〈墨子悲絲〉、〈佩蘭〉、〈龍翔操〉、〈梅花三弄〉、〈普庵咒〉、〈山居吟〉、〈平沙落雁〉、〈風雷引〉等曲最有心得。其中〈樵歌〉、〈山居吟〉、〈墨子悲絲〉更為一絕。